# Myriostephes eucosmeta
Myriostephes eucosmeta är en fjärilsart som beskrevs av Turner 1939. Myriostephes eucosmeta ingår i släktet Myriostephes och familjen Crambidae. Inga underarter finns listade i Catalogue of Life.